# Mogyoródi út
A Mogyoródi út egy  főút Budapest XIV. kerületében. Párhuzamosan halad a Fogarasi és a Thököly úttal. Határai: a Hungária körút és a Vezseny utca. Áthalad Törökőr, Kiszugló, Nagyzugló és Alsórákos városrészeken. Az út a Mexikói út és a Pitvar utca között irányonként két forgalmi sávos.

## Története
Hivatalosan 1900-ban kapta nevét Mogyoród településről, ekkor a belső szakasza a VII. kerülethez, a külső a X. kerülethez tartozott. 1935. június 15-én az újonnan létrehozott XIV. kerület része lett.

### Híres lakói
- Müller Árpád (1961–2006) festőművész (72.)

## Kollégiumok
- Mogyoródi út 19-21: Budapesti Egyesített Középiskolai Kollégium
- Mogyoródi út 56-60: AM KASZK - Varga Márton Kertészeti és Földmérési Technikum és Kollégium; AM KASZK - Bercsényi Miklós Élelmiszeripari Szakgimnázium, Szakközépiskola és Kollégium
- Mogyoródi út 59-63: Állatorvostudományi Egyetem - Marek József Kollégium
- Mogyoródi út 128: Váci Mihály Kollégium